# Israel Soares
Israel Antônio Soares (Rio de Janeiro, 19 de agosto de 1843) foi um abolicionista afro-brasileiro. 
Filho de pais africanos escravizados, Israel Soares nasceu na escravidão. Autodidata, foi presidente da Escola Gratuita da Cancella. 
No verbete “Irmandade de Nossa Senhora do Rosário e São Benedito dos Homens Pretos”, do Dicionário da Escravidão Negra no Brasil, de Clóvis Moura, a menção é a seguinte: “O ex-escravo Israel Soares foi a verdadeira alma da Irmandade”
Israel Soares teve 3 filhos e faleceu no Rio de Janeiro, em 1916.

## Leituras adicionais
- SENNA, Ernesto. "Rascunhos e perfis". Brasília: UnB, 1983. SILVA, A.L. "Pela liberdade e contra o preconceito de cor: a trajetória de Israel Soares". Revista Eletrônica Documento/Monumento, v. 21, p. 1-17, 2017.